# Radvaň nad Laborcom
Radvaň nad Laborcom este o comună slovacă, aflată în districtul Medzilaborce din regiunea Prešov, pe malul râului Laborec⁠(d). Localitatea se află la altitudinea de 223 m deasupra n.m., se întinde pe o suprafață de 20,13 km2 și în 2017 număra 562 de locuitori.

## Istoric
Localitatea Radvaň nad Laborcom este atestată documentar din 1379.

## Demografie
| An:                | 1994 | 2004   | 2014   | 2024    |
| ------------------ | ---- | ------ | ------ | ------- |
| Număr de persoane: | 571  | 591    | 575    | 517     |
| Diferență:         |      | +3,50% | −2,70% | −10,08% |

| An:                | 2023 | 2024 |
| ------------------ | ---- | ---- |
| Număr de persoane: | 517  | 517  |
| Diferență:         |      | +0%  |